# 尉遲德誠
尉迟德诚，字信甫，元朝绛州（今山西省新绛县）人。祖父云州御衣局人匠总管尉迟天泽，父亲潞州知州尉迟鼎。
初任太子率更丞，元武宗至大元年（1308年）为詹事院都事。至大二年，转任太子家令司丞。元仁宗以其为人谨恪，使他侍从左右，多次推荐人才。至大四年（1311年），为河东山西道宣慰司同知，击奸吏，宽税敛，上计京师，有惠政。改陕西行台治书侍御史。延祐初年，为京畿都漕运使，延祐二年（1315年）拜辽东道肃政廉访使。上疏言事，提出立谏官，崇科举，抑奢侈，裁冗官等。朝廷没有答复，他就去世了，时年五十三岁。